# Бахчели, Девлет
Девлет Бахчели (тур. Devlet Bahçeli; род. 1 января 1948, Бахче, Османие) — турецкий ультраправый политический деятель, националист, с 1997 года председатель Партии националистического движения, преемник Алпарслана Тюркеша. Вице-премьер в правительстве Бюлента Эджевита в 1999—2002 годах. Со 2 по 7 июня 2023 года исполнял обязанности председателя Великого национального собрания Турции.

## Экономист-националист
Родился в знатной и зажиточной сельской семье туркменского происхождения. Салих Бахчели-старший был крупным фермером и коммерсантом, членом Народно-республиканской партии и сторонником Исмета Инёню. Среднее образование Девлет Бахчели получил в Стамбуле. Окончил Университет Гази в Анкаре, имеет степень доктора экономических наук. Преподавал экономику в Университете Гази.
Студентом Девлет Бахчели примкнул к Республиканской крестьянской национальной партии Алпарслана Тюркеша, впоследствии преобразованной в Партию националистического движения (MHP, ПНД). Состоял в «идеалистическом очаге» — молодёжной ячейке турецких крайних националистов. Придерживался ультраправых антикоммунистических взглядов, активно участвовал в студенческом националистическом движении, руководил университетской ячейкой. При этом занимался научными исследованиями в области экономики, а также историей Турции и внешнеполитической проблематикой пантюркизма.
После военного переворота 12 сентября 1980 года и запрещения политических партий Бахчели вынужден был на несколько лет прервать политическую деятельность. Переключился на правозащиту, добивался освобождения арестованных националистов. Впоследствии Бахчели резко осуждал переворот 1980 года, называл жестоким унижением, потерей будущих десятилетий, «попаданием в ловушку империализма».

## Партийный лидер и вице-премьер
С 1987 года Девлет Бахчели принадлежит к руководящему кругу ПНД. 6 июля 1997 года, вскоре после кончины Тюркеша, Бахчели был избран председателем партии. При голосовании делегатов Девлет Бахчели одержал победу над сыном основателя партии Йылдырымом Тугрулом Тюркешем.
С мая 1999 по ноябрь 2002 года он был вице-премьером в коалиционном «лево-правом» правительстве лидера левоцентристской Демократической левой партии Бюлента Эджевита. Занимал правительственный пост на момент визита турецкого премьера в Россию осенью 1999 года. В одной из публикаций по этому поводу Бахчели характеризовался как «будущее турецкой политики». Эта оценка, однако, оказалась преждевременной: ведущей политической силой Турции вскоре стала не националистическая ПНД, а консервативно-исламистская Партия справедливости и развития (AKP) Реджепа Тайипа Эрдогана.

## Политический курс

### В националистической оппозиции
Под руководством Девлета Бахчели ПНД прошла заметную эволюцию. Новый лидер попытался несколько изменить прежний имидж "партии «Серых волков», приглушить этнонационалистические мотивы в пользу геополитических и социальных. В связи с дезактуализацией коммунистической угрозы объективно снизилось значение антикоммунизма. На первый план выведены мотивы национального единства и целостности, сохранения турецкой культуры (Бахчели с большой настороженностью относится к проекту присоединения Турции к Евросоюзу), жёсткого противодействия сепаратизму, прежде всего курдскому. После захвата Абдуллы Оджалана турецкими спецслужбами в феврале 1999 Бахчели требовал для него смерти через повешение.
Турецкие националисты поддерживают Азербайджан в противостоянии с Арменией, осуждают контакты официальной Анкары с Ереваном. Бахчели и его партия резко критиковали Эрдогана (за расходную финансовую политику, внешнеполитическую оглядку на США, недостаточно решительную поддержку Арабской весны), выражали определённую симпатию движению Фетхуллаха Гюлена.
В начале 2011 года, в преддверии парламентских выборов, между Бахчели и Эрдоганом возникла резкая полемика, причём со стороны лидера националистов звучали откровенные угрозы в адрес премьер-министра и его партии. В ответ Эрдоган напомнил о террористической истории партии Тюркеша—Бахчели.

Девлет Бахчели: Господин Эрдоган, приходите на площадь Таксим с десятью тысячами ваших бойцов, и я приду с тысячей моих «Серых волков». Вы будете без оглядки бежать до Касымпаша.

Реджеп Тайип Эрдоган: Вы ходите с серыми волками, господин Бахчели? А я — с благородными человеческими существами. Наша молодёжь не совершала тех преступлений, которыми преисполнено ваше прошлое.

### В альянсе с Эрдоганом
Парламентские выборы 2015 года укрепили позиции Партии националистического движения. Количество голосов, поданных за ПНД, увеличилось почти на 2 миллиона. Партия получила поддержку 16,3 % избирателей и 80 депутатских мандатов. Представители ПНД вошли в состав правительства. Таким образом обозначился новый курс Бахчели — сближение с президентом Эрдоганом и его AKP.
В ноябре 2015 года состоялись досрочные выборы. Партия Бахчели понесла заметные потери. Стало очевидно, что значительная часть электората ПНД отвергает союз с исламистами. Однако Бахчели продолжил взятый курс. Перед Конституционным референдумом 2017 года ПНД поддержала поправки к конституции, расширяющие полномочия президента. В 2016 году при попытке переворота против Эрдогана Бахчели от имени партии осудил мятеж и поддержал президента.
Сближение Бахчели с Эрдоганом, фактическая поддержка политики исламизации привела к расколу ПНД. Последовательные сторонники светского национализма во главе с Мераль Акшенер порвали с Партией националистического движения и учредили Хорошую партию (IYI).
На парламентских выборах 2018 года Партия националистического движения выступала в составе Народного альянса, в котором доминировала Партия справедливости и развития. Таким образом, под руководством Девлета Бахчели ПНД полностью изменила ориентацию и вступила в коалицию с исламистами Эрдогана. На этих выборах ПНД получила около 11 % голосов и 49 мандатов (недавно созданная IYI — почти 10 % и 43 мандата).
Девлет Бахчели решительно поддержал Азербайджан во Второй карабахской войне и одобрил позицию президента Эрдогана. Осуждает военную операцию России в Сирии и вторжение России на Украину. Предлагает дистанцироваться в отношениях с США, возражает против участия Турции как в ЕС, так и в ШОС, выступает за формирование «Турецкого мира».
В 2023 году на президентских и парламентских выборах ПНД вновь поддерживала Эрдогана и выступала в альянсе с его партией. Уровень поддержки остался примерно прежним, фракция ПНД в новом созыве парламента составила 50 депутатов. 2 июня 2023 года Девлет Бахчели был утверждён и.о. председателя Великого национального собрания Турции.

## Частная жизнь
Девлет Бахчели проживает в Анкаре с сестрой, имеет также двух братьев. В отличие от большинства других турецких политиков, ведёт замкнутый и уединённый образ жизни. Он никогда не был женат, поскольку считает, что семья мешала бы его политической деятельности.
Свою жизнь Девлет Бахчели называет «прямой линией национализма», в которой «не должно быть зигзагов». Его жизненным кумиром является Алпарслан Тюркеш.